# 立百病毒
立百病毒（学名：Nipah henipavirus）是副黏液病毒科亨尼巴病毒属的一种病毒，在1999年於東南亞被發現的，該新型病毒會引發立百腦炎，也會造成人類和其他動物（尤其以豬隻為主）交叉感染，嚴重的可引致死亡，致死率達40%。
立百病毒屬於一種核糖核酸病毒，被歸類在單股反鏈病毒目，目前已知有五種病毒。立百病毒通常是由狐蝠科狐蝠屬及小蝙蝠攜帶而傳播，被歸在長基因組，宿主範圍廣泛，而且近期多以能夠引起人畜共通傳染病感染的病原體出現，使家畜與人類患病甚至致死。
2009年，在迦納的黃毛果蝠（Eidolon helvum）身上發現RNA三種新病毒序列，在親緣演化上被認定為立百病毒，這些在澳洲及亞洲外的新型病毒顯示立百病毒可能是全球性的，這些非洲立百病毒正緩慢地演化出地區特性。

## 起源
1998年10月，位於馬來西亞北部怡保地區的豬農陸續出現發燒、頭痛、噁心、四肢無力等症狀，由於此等病徵疑似日本腦炎病例，而當地亦是日本腦炎疫區，故當時誤以為這些患者感染了日本腦炎。可是後來發現，即使採取多項預防腦炎的措施，不但無法控制遏止疫情，更蔓延至馬來西亞南部、新加坡和其他鄰近國家。馬來西亞政府對事件感到極不尋常，於是向國際的衛生組織尋求協助。
1999年3月馬來西亞森美兰州双溪立百新村（Sungai Nipah）爆發豬場及屠宰場工人腦炎死亡病例，此病原經澳洲及美國疾病控制與預防中心的專家確認後遂以第1個确定的病例發生地命名為立百病毒。此次疫情造成馬來西亞、新加坡及印尼將近300人感染病例，其中100多人死亡。此次疫情亦造成馬來西亞近900個豬場90多萬頭豬遭撲殺，對業界造成相當大的損失。
根据幸存者描述病原体来自怡保附近英国进口的马场

## 外部連結
- 與病毒共處:立百 (Live with viruses: Nipah （页面存档备份，存于）
- 激动网: 危机总动员：立百病毒 恐怖的瘟疫 （页面存档备份，存于）